# 德巴萊國家公園
11°39′54″N 2°58′16″W / 11.665°N 2.971°W

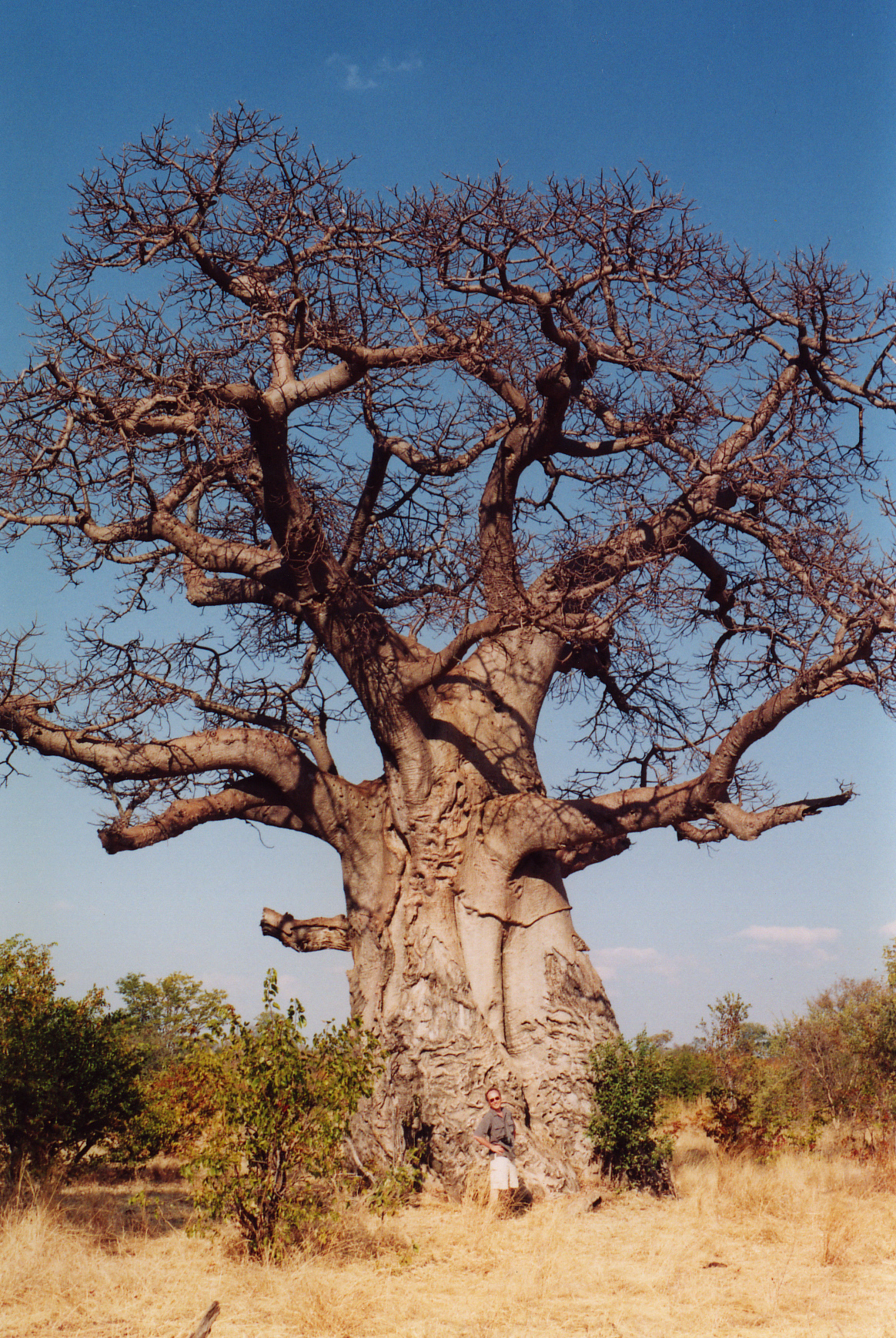

德巴萊國家公園是布吉納法索的國家公園，位於該國中東部穆翁省，處於黑沃爾特河三角洲以西，成立於1937年，面積810平方公里，有河馬、非洲水牛、象、羚羊、鱷魚等野生動物棲息。